# Shafton
Shafton är en civil parish i Storbritannien.   Den ligger i distriktet Barnsley i South Yorkshire i riksdelen England, i den centrala delen av landet, 250 km norr om huvudstaden London.